# Bezzakonie
Bezzakonie (Беззаконие) è un film del 1953 diretto da Konstantin Konstantinovič Judin.